# 8Ball & MJG
8Ball & MJG – amerykański duet hip-hopowy.
Obaj członkowie poznali się w szkole „Ridgeway Middle School” w 1984 r. W 1993 zadebiutowali z albumem „Comin' Out Hard”. Ich pierwszym większym sukcesem był trzeci album, „On Top Of The World”, który został zatwierdzony jako złoto i zadebiutował na 8. miejscu listy Billboard 200. Jednak największy sukces osiągnął ich pierwszy album dla Bad Boy Records, „Living Legends”, który został zatwierdzony przez RIAA jako złoto i znalazł się na 3. miejscu listy Billboard 200.
Zespół posiada własne wytwórnie muzyczne – 8 Ways Entertainment (8Balla) i M.J.G Muzik (MJG).

## Dyskografia

### Albumy studyjne
| Rok  | Album                     | U.S. | R&B | HS | Certyfikacja |
| ---- | ------------------------- | ---- | --- | -- | ------------ |
| 1992 | Listen To The Lyrics      | –    | -   | -  |              |
| 1993 | Comin' Out Hard           | –    | 40  | 20 |              |
| 1994 | On The Outside Looking In | 106  | 11  | –  |              |
| 1995 | On Top Of The World       | 8    | 2   | –  | Złoto        |
| 1999 | In Our Lifetime, Vol. 1   | 10   | 1   | –  | Złoto        |
| 2000 | Space Age 4 Eva           | 39   | 9   | –  |              |
| 2004 | Living Legends            | 3    | 1   | –  | Złoto        |
| 2007 | Ridin’ High               | 8    | 4   | –  | 200.000      |
| 2010 | Ten Toes Down             | 36   | 6   | 3  | 100.000      |

### Kompilacje
| Rok  | Album                           | U.S. | R&B | HS | Certyfikacja |
| ---- | ------------------------------- | ---- | --- | -- | ------------ |
| 1997 | Lyrics Of A Pimp                | –    | –   | –  |              |
| 2000 | Memphis Under World             | –    | 46  | –  |              |
| 2008 | We Are The South: Greatest Hits | –    | 59  | –  |              |
| 2010 | From the Bottom 2 the Top       | –    | –   | –  | –            |

### Single
| Rok  | Singiel                                     | Notowanie    | Notowanie | Notowanie | Album                     |
| Rok  | Singiel                                     | U.S. Hot 100 | U.S. R&B  | U.S. Rap  | Album                     |
| ---- | ------------------------------------------- | ------------ | --------- | --------- | ------------------------- |
| 1994 | „Players Night Out"                         | –            | –         | –         | On the Outside Looking In |
| 1995 | „Break'em Off"                              | –            | –         | –         | On Top of the World       |
| 1995 | „Space Age Pimpin'” (featuring Nina Creque) | –            | 58        | 22        | On Top of the World       |
| 2000 | „Pimp Hard"                                 | –            | 76        | –         | Space Age 4 Eva           |
| 2004 | „You Don't Want Drama” (featuring P. Diddy) | –            | 30        | 22        | Living Legends            |
| 2004 | „Forever” (featuring Lloyd)                 | –            | –         | –         | Living Legends            |
| 2006 | „Ridin High” (featuring Diddy)              | –            | –         | –         | Ridin High                |
| 2007 | „Clap On” (featuring Yung Joc)              | –            | 98        | –         | Ridin High                |
| 2010 | „Bring It Back” (featuring Young Dro)       | –            | 45        | 23        | Ten Toes Down             |
| 2010 | „Blunts & Broads"                           | –            | –         | –         | From the Bottom 2 the Top |

### Albumy 8Balla
| Rok  | Album                                                | U.S. | R&B | HS | Certyfikacja |
| ---- | ---------------------------------------------------- | ---- | --- | -- | ------------ |
| 1998 | Lost                                                 | 4    | -   | -  | 2x platyna   |
| 2001 | Almost Famous                                        | 47   | -   | -  |              |
| 2002 | Lay It Down                                          | –    | -   | -  |              |
| 2006 | Light Up the Bomb                                    | –    | -   | -  |              |
| 2007 | The Vet & The Rookie (z Devius)                      | –    | -   | -  |              |
| 2008 | Doin' It Big (z E.D.I.'m z Outlawz)                  | –    | -   | -  |              |
| 2009 | 8Ball & Memphis All-Stars: Cars, Clubs & Strip Clubs | –    | -   | -  |              |

### Albumy MJG
| Rok  | Album                 | U.S. | R&B | HS | Certyfikacja |
| ---- | --------------------- | ---- | --- | -- | ------------ |
| 1997 | No More Glory         | 20   | -   | -  | Złoto        |
| 2008 | Pimp Tight            | -    | -   | -  |              |
| 2008 | This Might Be The Day | -    | -   | -  |              |

### Kompilacje
- Suave House: The Album of the Year
  - Wydany: 29 lipca, 1997
  - Single: „Just Like Candy"

- Off da Chain, Vol. 1
  - Wydany: 20 czerwca, 2000
  - Single: –

#### Mixtape’y
- The Legends Series, Vol. 2 (Hosted By DJ Drama)
  - Wydany: 2007
  - Single: –

### Gościnnie
- 112 – „Watcha Gonna Do"
- 5th Ward Boyz – „FUCK Strugglin"
- A+ – „Whatcha Weigh Me"
- Big Gipp – „All Over Your Body"
- David Banner – „Air Force Ones” (remix)
- David Banner – „Gangster Walk"
- Devin the Dude – „Tha Funk"
- E-40 – „Ya Blind"
- Diddy – „Roll With Me"
- Foxy Brown – „Ride (Down South)”
- Heavy D – „On Point"
- Haystak – „Can't Tell Me Nothin"
- J. Holiday – „City Boy"
- Jadakiss – „What You Ride For?"
- Jayo Felony – „How Angry"
- Jermaine Dupri – „Jazzy Hoes"
- Kia Shine – „Bluff City Classic"
- Killer Mike – „Gorilla Pimpin'"
- Kingpin Skinny Pimp – „TV's (24’s & Wang)”
- Krayzie Bone – „Pimpz, Thugz, Hustlaz & Gangstaz"
- Lil’ Flip – „Cant U Tell"
- Lil’ Keke – „Bottom 2 Da Top"
- Lil’ Keke – „Southside, Pt. 2"
- Lil’ Jon – „Diamonds"
- Lil’ Jon – „Rep Yo City”
- Lil’ Jon – „White Meat"
- Limp Bizkit – „Take A Look Around” (remix)
- Lloyd Banks – „Iceman"
- Ludacris – „Hard Times"
- Luniz – „In My Nature"
- Ma$e – „The Player Way"
- Master P – „Meal Ticket"
- MC Ren – „Who In The Fuck"
- Mobb Deep – „Where Ya From"
- M.O.V.E. – „(Speed Master)”
- Mr. 3-2 – „Hit The Highway"
- Mr. Mike – „Stop Lying"
- Notorious B.I.G – „Spit your Game” (remix)
- OutKast – „Throw Your Hands Up"
- Project Playaz – „Dirty Down South"
- Rappin' 4-Tay – „360 Degrees"
- Rich Boy – „D-Dude"
- Spice 1 – „Chocolate Philly"
- Tela – „Sho Nuff"
- Three 6 Mafia – „Stay Fly”
- T.I. – „Bezzle"
- Too Short – „Don’t Stop Rappin"
- T-Pain – „Im In Love Wit A Stripper” (remix)
- UGK – „Gold Grill"
- Young Buck – „Dope Deals (Robbery)”
- Young Buck – „Say It To My Face”
- Yo Gotti – „Gangsta Party"